# Carey Harrison
Carey Harrison (19. února 1944 Londýn – 22. ledna 2025 St Leonards-on-Sea, Východní Sussex) byl anglický spisovatel a dramatik.

## Uvedení v Česku
- 1998 To by se psychiatrovi stát nemělo, překlad a režie: Josef Červinka, hráli: Vladimír Brabec, Jiří Lábus, Jaroslav Kepka, Dana Syslová, Josef Červinka, Český rozhlas.[2]